# Chalcosyrphus pachymera
Chalcosyrphus pachymera är en tvåvingeart som först beskrevs av Friedrich Hermann Loew 1866.  Chalcosyrphus pachymera ingår i släktet mulmblomflugor, och familjen blomflugor. Inga underarter finns listade i Catalogue of Life.